# Bryń
Bryń (ukr. Бринь) – wieś na Ukrainie, w  obwodzie iwanofrankiwskim, w rejonie halickim. 
W II Rzeczypospolitej wieś w powiecie stanisławowskim województwa stanisławowskiego. W 1939 do wsi została przyłączona kolonia Zygmuntówka, zamieszkała wyłącznie przez Polaków. W latach 1943–1944 nacjonaliści ukraińscy z OUN-UPA zamordowali tutaj 29 Polaków.